# 12 Inch Records
12 Inch Records (ook bekend als Twelve Inch) is een onafhankelijk platenlabel uit Urbana, Illinois. Opgericht rond 1985 door Rick Valentin, een bandlid van Poster Children.

## Artiesten
Artiesten die albums onder dit label uitgeven:
- BLØF - Watermakers (2000)
- Colored Section - Bomb MC (1998)
- Dis - M386.D57 1994 (1996); Small Fry (1996)
- Hum - Electra 2000 (1993)
- Love Cup - Grefus Gronks & Sheet (1996)
- Poster Children - Flower Power (2000); Longer Waves (2002)
- Salaryman (een project van "Poster Children") - Salaryman (1997); Karoshi (1999)
- Steakdaddy Six - Arkadelphia (1993); Houstonia (1996)